# Kevin Doran
Kevin Peter Doran (ur. 26 czerwca 1953 w Dublinie) – irlandzki duchowny katolicki, biskup Elphin od 2014, biskup Achonry (nominat).

## Życiorys
Święcenia kapłańskie otrzymał 6 lipca 1977 i został inkardynowany do archidiecezji Dublina. Był m.in. kapelanem uniwersyteckim, dyrektorem wydziału kurialnego ds. powołań, kierownikiem formacji diakonów stałych oraz administratorem jednej ze stołecznych parafii.
14 maja 2014 papież Franciszek mianował go ordynariuszem diecezji Elphin. Sakry udzielił mu 13 lipca 2014 jego poprzednik biskup Christopher Jones. 16 lutego 2025 papież mianował go biskupem Achonry, łącząc obie diecezje unią in persona episcopi.